# 愛知県庁大津橋分室
愛知県庁大津橋分室（あいちけんちょうおおつばしぶんしつ）は、愛知県名古屋市中区丸の内三丁目にある愛知県庁の分室である。

## 概要
1933年（昭和8年）に愛知信用組合連合会の建物として竣工。戦後は農林会館として使用されたのち、1957年（昭和32年）に愛知県に寄贈されたものである。その後長い間、愛知県史編纂室として使用されていた。
2015年（平成27年）7月10日、建物の1階に愛知県と名古屋市が共同で設立した愛知・名古屋 戦争に関する資料館が開館。
同年8月7日、2階と3階にあいちトリエンナーレや現代アートに関する情報を発信する「アートラボあいち大津橋」がオープンした。
2017年（平成29年）5月20日、「アートラボあいち大津橋」は「アートラボあいち長者町」と統合し、「アートラボあいち」に改称した。運営はあいちトリエンナーレ実行委員会が行う。
建物は、鉄筋コンクリート造の地下1階、地上3階建てで、ゴシック風の付柱が3本伸びる塔状の階段室と表現主義的なバルコニーの装飾や丸窓が特徴となっている。
また、建物周辺には歴史的建造物が多く所在することから「文化のみち」と呼ばれており、この建物も含め散策スポットになっている。

## 施設
- 3F - 展示室
- 2F - 多目的スペース、事務室
- 1F - 愛知・名古屋 戦争に関する資料館

## ギャラリー
- 入口
- 階段
- 階段
- 愛知・名古屋 戦争に関する資料館
- アートラボあいち

## 交通アクセス
- 名古屋市営地下鉄名城線「名古屋城駅」より徒歩で約5分。
- 名古屋市営地下鉄桜通線・名城線「久屋大通駅」より徒歩で約8分。